# OSE (航空機)
XS2E / OSE
飛行するXOSE-1 44316号機
(1946年12月28日撮影)
- 用途：観測機、対潜哨戒機、救難捜索機
- 製造者：EDO・エアクラフト社
- 初飛行：1946年12月28日
- 生産数：10機
- 運用状況：未就役

OSE（EDO OSE ）は、EDO社が開発し、アメリカ海軍が採用した単座水上観測機。

## 概要
EDO社が初めて製作した航空機。観測・対潜哨戒・捜索救難などの多用途任務に使うためにアメリカ海軍が発注したが、採用するも配備しなかった。

## 開発
EDO・エアクラフト社は、水上機のフロートを製造するために設立された企業だが、1946年に初の自社製機である機体をEDO OSEという計画のもと設計し、海軍の名称に沿ったXOSE-1という名の試作機を2機製作した。この機体は1946年に初飛行を行った。
XOSE-1は、名称をそのままにアメリカ海軍から発注が行われた。試験により採用が決まり、量産型の機体としてOSE-1が8機製造されたが、実際に前線で運用されなかった。この8機のうち1機がXTE-1として複座の練習機へ改造されたが、量産型のTE-2は製造前にキャンセルされた。

## 設計
XOSE-1は、翼端に固定式の補助フロートと中央に主フロート、片持ち式低翼配置の主翼を持つ単座単葉水上機であった。艦上に収納する場合に主翼は折り畳まれた。本機は観測/対潜哨戒を含む様々な多様な任務向けに設計されていた。珍しい点としては、主翼下のハードポイントに「救難用カプセル」（rescue cell）を懸架するように設計されていたことで、このカプセルには航空救難任務時に使用すると1名を収容することができた。

## 各型

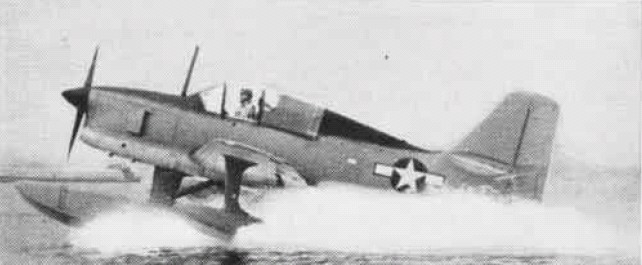
離水するXOSE-1

XOSE-1(初代)
EDO社が初の機体として設計した単座水上機。2機製造。
S2E-1
単座偵察水上機として海軍が採用する予定であった、OSEの元の名称。

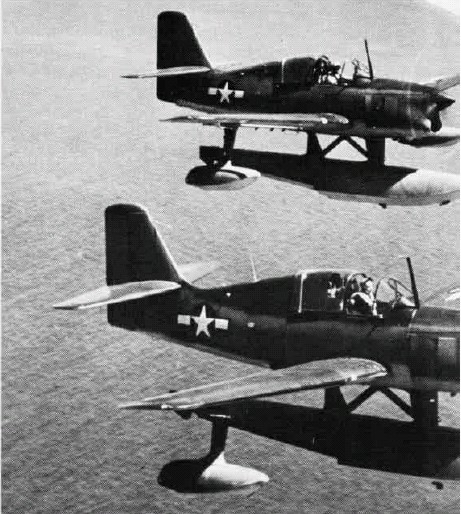
XOSE-1
海軍が採用前にS2E-1を改称した単座機の試作型。(初代)と同じ2機。
OSE-1
量産型。8機製造。
XOSE-2
複座偵察水上機の試作型。2機がOSE-1から改装。
OSE-2
複座偵察水上機の量産型。4機に海軍航空局の機番(BuNos.)が割り当てられたが製造前にキャンセルされた。
XTE-1
OSE-1から改装された複座水上練習機。2機がXOSE-1試作機から改装。
XTE-2 / TE-2
TE-1の発展型。4機に海軍航空局の機番(BuNos.)が割り当てられたが、製造前にキャンセルされた。

## 要目
(XOSE-1)
- 乗員：1名
- 全長：9.47 m (31 ft in)
- 全幅：11.57 m (37 ft 11 in)
- 全高：4.55 m (14 ft 11 in)
- 空虚重量：1,802 kg (3,973 lb)
- 全備重量：2,751 kg (6,064 lb)
- 最大離陸重量：2,520 kg (5,624 lb)
- エンジン：1 × レンジャー V-770 レシプロエンジン、550 hp (410 kW)
- 最大速度：319 km/h (198 mph)
- 巡航高度：6,800 m (22,300 ft)
- 航続距離：1,448 km (900 miles)

- 武装：
  - 機銃：2 × 0.5in (12.7mm) ブローニングM2重機関銃（主翼内前方固定）
  - 爆弾：主翼下のハードポイントに2発の350lb (159kg) 爆雷